# 宝聖寺 (幸手市)
宝聖寺（ほうしょうじ）は、埼玉県幸手市にある真言宗豊山派の寺院。

## 歴史
創建年代は不明である。ただ承平天慶の乱の際に藤原秀郷が当寺において戦勝祈願したという逸話、また寺宝として弘法大師空海の遺物が伝わっていることから、相当の古刹であることが推測される。
江戸時代前期、洪水により当寺の本寺であった「光明寺」が流されてしまい、光明寺の住職は当寺に避難した。そして光明寺の再建は叶わず、結局は当寺に吸収されることになった。

## 交通アクセス
- 杉戸高野台駅より徒歩30分。